# Герб Подгорицы
Герб Подгорицы является официальным символом города Подгорица. Это новый герб, принятый в качестве официального символа города в 2006 году. Он сменил собой старый герб, который устарел эстетически. Автор Среджан Марлович (Srđan Marlović).

## Описание
- Серебряный щит представляет воду. Среди всех характеристик этого муниципалитета, наиболее важным из них является его богатство в воде (6 рек и Скадарское озеро, самое большое на Балканах).
- Две прямые голубые полосы представляют собой основу нынешней Подгорицы — Дукля и Медун.
- Ломаная голубая полоса, находящаяся над прямыми, представляет собой универсальный символ, создание которого было основано на стилизацию всех узнаваемых символов современной Подгорицы: городок Неманья, башня с часами, памятник Горицы, ворота, мосты.
- Корона представляет собой статус города как деловой столицы и крупнейшего по населению.
- Два серебряных льва выступают в качестве щитодержателей.
- Золотые листья винограда представляют собой виноградники, известные в Подгорице.